# Lauske (Puschwitz)

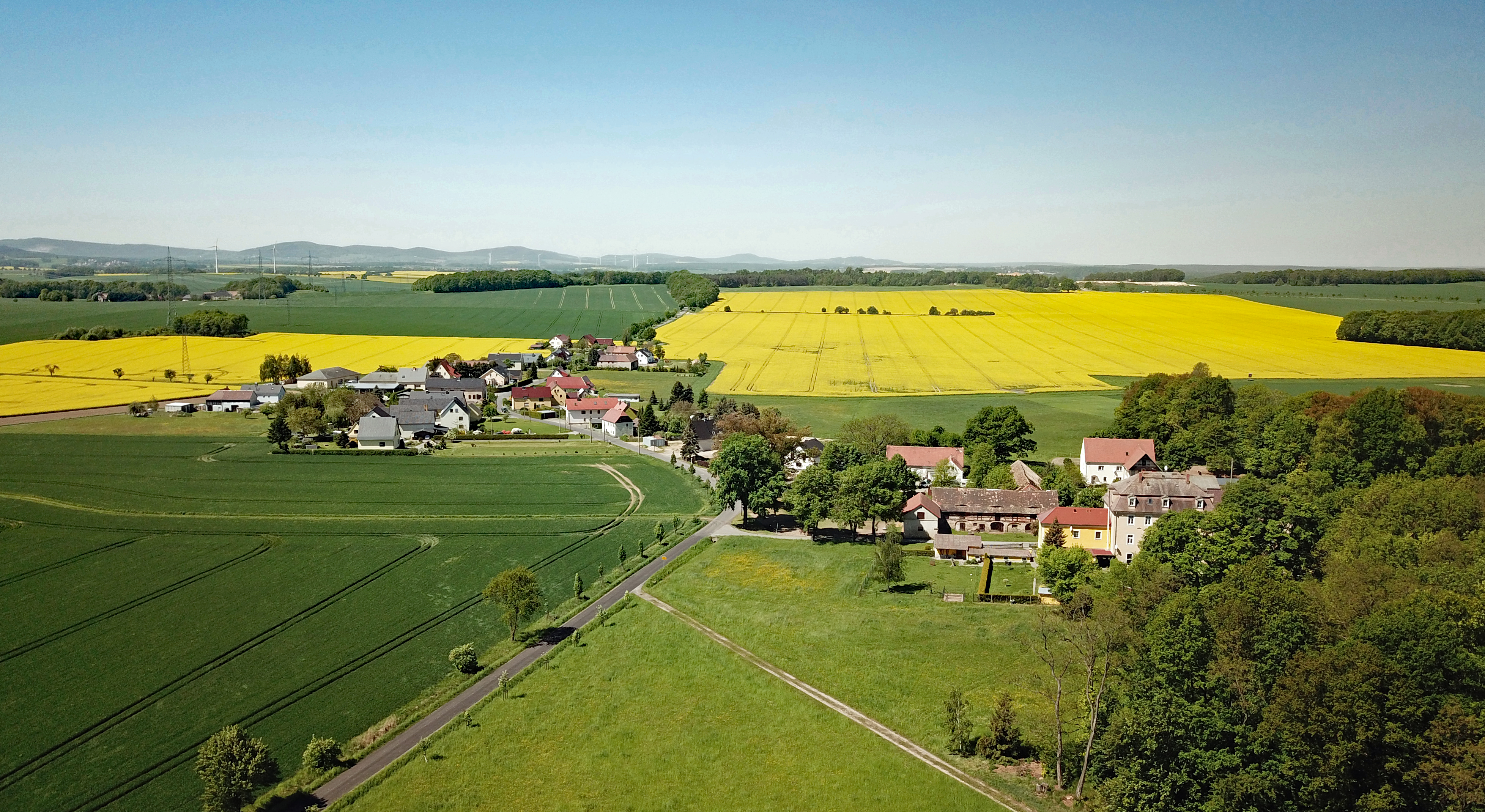
Luftbild

Lauske, obersorbisch Łusčⓘ, ist ein Ort im Zentrum des Landkreises Bautzen in Ostsachsen und gehört seit 1936 zur Gemeinde Puschwitz. Der Ort zählt zum Kernsiedlungsgebiet der Sorben in der Oberlausitz. Ein großer Teil der Einwohner spricht Sorbisch als Muttersprache.

## Geografie
Lauske befindet sich etwa 12 Kilometer nordwestlich der Großen Kreisstadt Bautzen und 13 Kilometer östlich von Kamenz in einer Quellniederung, aus der ein Zufluss des Puschwitzer Wassers entspringt. Der Ort ist auf drei Seiten von Anhöhen umgeben. Im Osten erheben sich die Ausläufer des Guhraer Windmühlenberges (211 m), im Süden der Kirschberg (218 m) und im Westen der Galgenberg (216 m). Nach Norden fällt das Gelände leicht in Richtung Jeßnitz ab. Die umgebende Landschaft ist kaum bewaldet und wird landwirtschaftlich genutzt. Lauske selbst ist eine Gutssiedlung mit einer sich nach Westen erstreckenden Häuslersiedlung.
Die Nachbarorte sind Jeßnitz im Norden, Guhra im Nordosten, Neulauske im Südosten, Prautitz im Südwesten und Crostwitz im Westen. Direkt nordöstlich schließt sich die 1828 angelegte Siedlung Neujeßnitz an.

## Geschichte

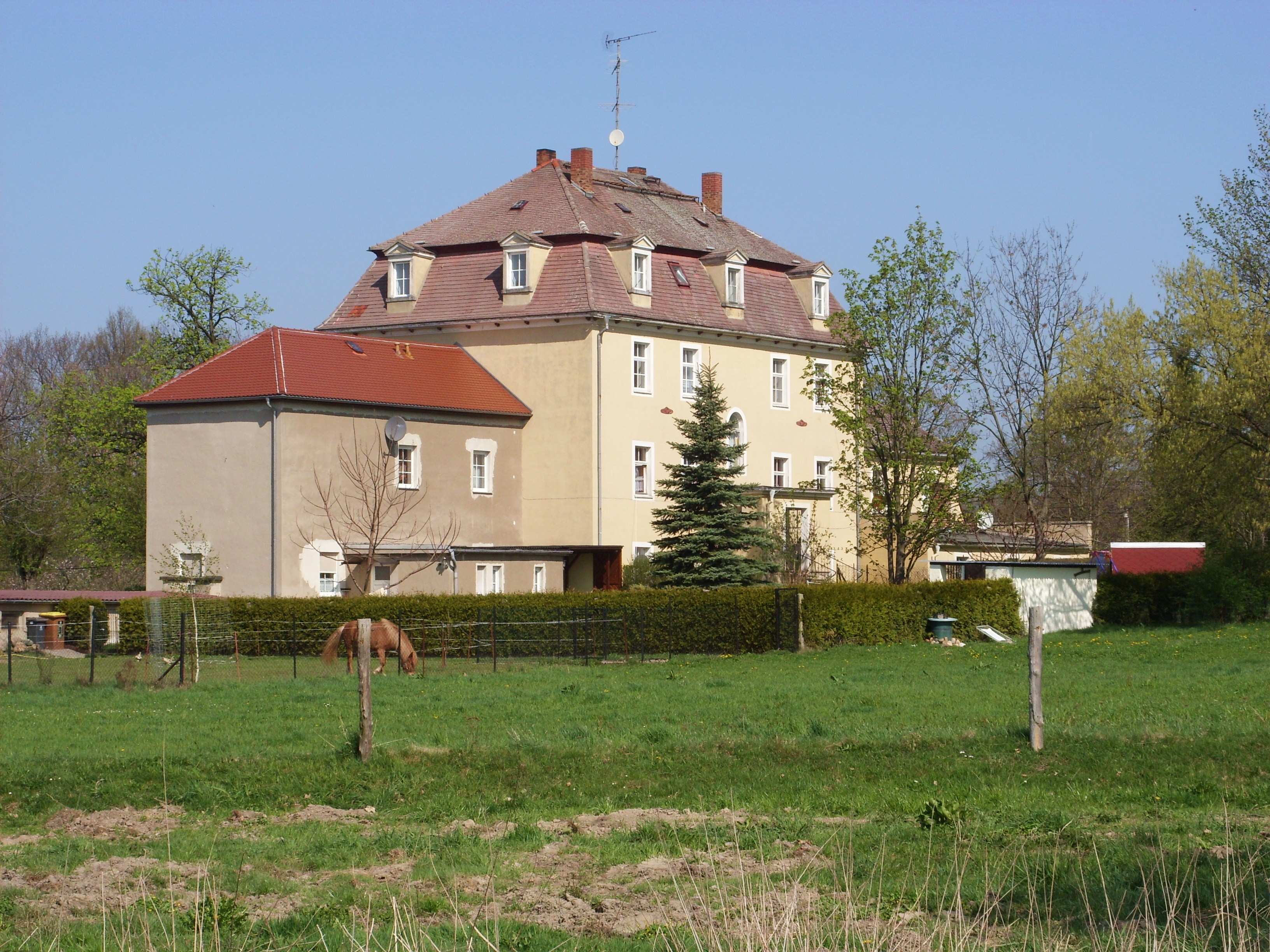
Das Herrenhaus in Lauske

Der Ort wurde erstmals 1391 als Lusicz erwähnt und im 16. Jahrhundert auch Luschitz oder Lauschitz genannt. Der Ortsname stammt – wie „Lausitz“ – vom Wort łuh für „Grassumpf“ bzw. łuža für „Pfütze“.
Die Grundherrschaft lag bis 1792 beim Rittergut Holscha, dann wurde Lauske ein eigenständiges Gut. Dieses gründete nach 1800 die Siedlung Neu-Lauske etwa einen Kilometer südöstlich.
Bis zum 1. April 1936 war Lauske eine eigenständige Landgemeinde mit dem Ortsteil Neu-Lauske. Dann wurde es nach Puschwitz eingemeindet.

## Bevölkerung
Im Jahr 1925 hatte Lauske 164 Einwohner; davon waren 118 katholischen Glaubens (72 %). Der Ort ist nach Crostwitz gepfarrt. Der evangelische Anteil zählt seit dem 16. Jahrhundert zur Kirchgemeinde Neschwitz.
Für seine Statistik über die sorbische Bevölkerung in der Oberlausitz ermittelte Arnošt Muka in den achtziger Jahren des 19. Jahrhunderts eine Bevölkerungszahl von 178 Einwohnern; davon waren 165 Sorben (93 %) und 13 Deutsche.
Nach 1990 ist die Einwohnerzahl leicht gesunken. Einen großen Teil der Bevölkerung stellen die Sorben.

## Infrastruktur
Lauske ist durch eine gut ausgebaute Straße an die Staatsstraße 100 (Bautzen-Kamenz) und die Anschlussstelle Salzenforst der A 4 angebunden. Eine Lokalstraße führt nach Crostwitz. Zu Beginn des 20. Jahrhunderts sahen die Planungen für die Sächsische Nordostbahn den Bau der Strecke Radibor-Kamenz über Lauske vor. Der Ort hätte einen Haltepunkt bekommen. Aus verschiedenen Gründen wurde der Plan nie realisiert.